# Allgemeiner Litterarischer Anzeiger
Der Allgemeine Literarische Anzeiger war eine 1796 in Leipzig gegründete und herausgegebene Zeitschrift, die sich mit Fragen der literarischen Kommunikation beschäftigte und Mitteilungen bibliographisch-literarischer Natur enthielt. Der vollständige Titel der Zeitschrift lautete 
Der Allgemeine litterarische Anzeiger oder Annalen der gesamten Litteratur für die geschwinde Bekanntmachung verschiedener Nachrichten aus dem Gebiete der Gelehrsamkeit und Kunst.
Die Zeitschrift wurde von dem erst 22-jährigen Jurastudenten und Verlagsbuchhändler Johann Christian Friedrich Roch (* 31. Oktober 1773; † 1801 oder 1802) gegründet und zunächst im Verlag Georg Voß herausgegeben. Am 22. Februar 1799 gründete er mit einem Partner die Verlagshandlung Roch und Weigel, die am 1. Januar 1800 in Roch et Co umbenannt wurde. Roch wurde am 24. Dezember 1801 als vermisst gemeldet und am 11. Februar 1802 bei Großzschocher „im Wasser gefunden“. Die Umstände seines Todes wurden nie geklärt.
Obwohl die Publikation hohes Ansehen genoss, musste sie mit dem frühen Tod Rochs – noch 1801, noch vor Auffinden seiner Leiche – ihr Erscheinen einstellen. Sie war von Anfang an ein Zuschussgeschäft gewesen, für das Roch sein gesamtes Vermögen eingesetzt hatte.
Dass die Zeitschrift eine hohe Wertschätzung erfuhr, wird daraus ersichtlich, dass 1811 – also drei Jahre nach ihrem letzten Erscheinen – ein Gesamtregister angelegt wurde, was als einmalig in der Geschichte des Zeitschriftenwesens gilt. Initiiert wurde das Gesamtregister von Friedrich Nicolai, der Herausgeber war Johann Erich Biester.
Ab 1802 wurden mit den in Nürnberg herausgegebenen Litterarischen Blättern ein Nachfolgeorgan herausgegeben. Die weiteren Stationen der Zeitschrift waren die Verlage Fleischmann in München und Cotta in Tübingen.